# Леон Фламан
Леон Фламан (фр. Léon Flameng; 30 квітня 1877, Париж — 2 січня 1917, Ев) — французький спортсмен, чемпіон та призер Літніх Олімпійських ігор 1896 року.

## Біографія
Народився 30 квітня 1877 року у Парижі. Став відомим як велосипедист, після того як у серпні 1895 року проїхав 3000 кілометрів по Франції.
На Перших Олімпійських іграх Фламан брав участь у чотирьох перегонах — на 333,3 м, 2 км, 10 км та 100 км. Його кращий результат був у найдовшому перегоні, в якому він став чемпіоном. Випередив срібного призера Георгіоса Колеттіса на 11 кіл. З десяти спортсменів, бравших участь у перегонах, лише Фламан та Колеттіс дійшли до фінішу. Коли у Колеттіса виникли проблеми з велосипедом, Фламан зупинився, та чекав поки велосипед суперника не буде полагоджено.
У 10-кілометровому перегоні Фламан зайняв друге місце, поступившись співвітчизнику Полю Массону. У двокілометровому спринті він став бронзовим призером, поступившись Массону та греку Стаматіосу Ніколопулосу. У гіті на третину кілометра він став п'ятим, показавши однаковий результат з британцем Фредеріком Кіпінгом та німцем Теодором Лойпольдом.
У 1898 році вступив до лав Французької армії, служив у 8-й піхотній дивізії. У 1914 році приєднався до ВПС Франції як спостерігач, через два роки став військовим пілотом. 21 червня 1916 року під час Верденської битви літак було пошкоджено, його самого було поранено у голову, а інший екіпаж загинув, незважаючи на це Фламану вдалося повернути свій літак на базу. Після госпіталізації він повернувся до своєї ескадрильї, був підвищений до сержанта та переведений до Групи тренувальних відділів. Під час воєнної служби був нагороджений Воєнним хрестом та Колоніальною медаллю. 2 січня 1917 року Леон Фламан загинув під час випробувань біплана Sopwith 1A.2.